# Рыбаков, Михаил Александрович
Михаи́л Алекса́ндрович Рыбако́в (укр. Миха́йло Олекса́ндрович Рибако́в, 26 мая 1929, Киев — 24 декабря 2009, там же) — украинский исследователь-краевед, специалист по истории Киева, историографии и источниковедению, педагог, литератор.

## Биография
М. А. Рыбаков родился в Киеве 26 мая 1929 года. В годы Великой Отечественной войны находился с семьёй в эвакуации в Куйбышеве. Там, в возрасте 12—14 лет, он работал на оборонных предприятиях, впоследствии был награждён медалью «За доблестный труд в Великой Отечественной войне».
В 1947—1951 годах учился в Киевском педагогическом институте им. Горького, окончил вуз с отличием. После окончания института и до 2000-х годов преподавал историю, географию и обществоведение в киевских школах, одновременно занимаясь краеведческими исследованиями. За педагогические заслуги М. А. Рыбакову было присвоено звание «Отличник народного образования».
С 1970-х годов М. А. Рыбаков публикует статьи в научных и литературных журналах, газетах, также им был опубликован ряд мемуаров и найденных им литературных произведений. В 1982 году под руководством В. И. Стрельского защитил кандидатскую диссертацию на тему «Источники для историко-краеведческого изучения (на опыте анализа источников по истории Киева)». В 1990-х годах занимал должность ведущего научного сотрудника Музея истории Киева.
В 1990-х — 2000-х годах М. А. Рыбаков на основе своих многолетних исследований написал ряд научно-популярных книг по истории и краеведению Киева. Эти книги содержат ценные сведения, многие из которых ранее не были известны, историография изданий охватывает главным образом период XIX — первая половина XX века.

## Деятельность в науке и культуре
Работая учителем в школах левобережной части Киева, М. А. Рыбаков занимался изучением этой местности. Михаил Александрович возглавлял группу учащихся-краеведов, исследовавших освобождение Дарницы от немецких оккупантов в 1943 году. Вместе с учениками он разыскал более 500 ветеранов 136-й Киевской стрелковой дивизии, группа собрала различные материалы — фотографии, карты, личные вещи. В результате в школе № 136 был создан музей, а самой школе присвоено имя дивизии. М. А. Рыбаков активно участвовал также в создании музеев истории Дарницкого района и железнодорожной станции Дарница.
Позже география исследований Рыбакова стала охватывать не только весь Киев, но и окрестности, он изучал историю возникновения пригородных дачных посёлков, ставших впоследствии населёнными пунктами — Ирпень, Боярка, Буча, Ворзель, Клавдиево, Тетерев (Песковка), а также историю предместий и посёлков, в XX веке вошедших в городскую черту — Соломенка, Чоколовка, Пуща-Водица, Беличи, местность Борщаговка, Караваевщина, Шулявщина, Вигуровщина, Троещина и другие.
Множество фактов было установлено М. А. Рыбаковым при изучении материалов государственных архивов, также он разыскивал и изучал семейные архивы потомственных киевлян. Результатом одного из таких расследований стало установление эпонима киевской исторической местности Байкова гора — генерал-майора С. В. Байкова.
Особенно подробно учёный проработал вопросы истории театрального и циркового искусства в Киеве, некоторых учебных заведений, деятельности книготорговцев и издателей, ряда дореволюционных промышленных предприятий. М. А. Рыбаков уточнил ряд фактов из истории театра «Березиль», киевского ТЮЗа, театра «Соловцов», театра им. И. Франко; благодаря ему стали известны несколько десятков театров, работавших в Киеве в первые десятилетия XX века. Рыбаков был первым исследователем, подробно изучившим появление в Киеве театров оперетты.
Многие исследования были невозможны до отмены советской цензуры и предоставления свободного доступа к материалам бывших спецхранов. Работая с такими материалами, Рыбаков разыскал данные о многих ранее неизвестных или малоизвестных деятелях культуры, общественных организациях. В тех же бывших спецхранах были найдены сотни неизвестных ранее литературных произведений, из которых Рыбаковым было опубликовано около 120 — это произведения С. А. Бердяева (работ только этого автора Рыбаков обнаружил более 500), Н. Я. Агнивцева, А. И. Дейча, И. Г. Эренбурга, И. А. Бунина, А. И. Куприна, Т. Л. Щепкиной-Куперник и других.
М. А. Рыбаков сотрудничал с Украинским обществом охраны памятников истории и культуры, Киевским институтом иудаики. Он разыскал и опубликовал документы, касающиеся еврейской организации «Культур-Лига», подробно исследовал историю киевских еврейских театров.